# Bosherston
Bosherston là một ngôi làng nhỏ ở Nam Pembrokeshire, Wales trong Vườn Quốc gia Bờ biển Pembrokeshire. Bosherston có dân số khoảng 300 người.
Có một quán bia, St. Govan's Inn và quán café phục vụ thức ăn nhẹ trong suốt mùa hè.

## Những thắng cảnh gần đó
Bosherston được biết tới nhờ bãi biển Broad Haven South của nó và ao hoa sen Bosherston  - cả hai thuộc sở hữu và được duy trì bởi National Trust.
Hai dặm về phía nam của Bosherston nép mình giữa các vách đá dốc của bờ biển Nam Pembrokeshire là nhà nguyện thánh Govan. Nó có thể được tham quan miễn phí, mặc dù xuống đó chỉ có những bậc dốc được đục vào bên hông vách đá.

## Nhà thờ thánh Michael và các thiên thần
Nhà thờ giáo xứ nhỏ thánh Michael và các thiên thần là một nhà thờ Norman, được sắp hạng II , được xây vào cuối thế kỷ 13, tại chỗ của một nhà thờ có trước đó. Tòa nhà có dạng hình thánh giá, có hành lang dẫn vào ở phía bắc và phía nam. Kể từ khi nó được phục hồi bởi gia đình Cawdor trong năm 1855, những băng ghế dài có chỗ dựa lưng cũ biến mất và những cửa sổ Norman được thay thế bởi những thiết kế Gothic sau này.
Dưới hành lang dẫn vào ở phía bắc có ngôi mộ của một nữ công tước xứ Buckingham, một bậc tiền bối của Công tước Norfolk. Dưới hành lang dẫn vào ở phía bắc có một ngôi mộ đá có hình một chiến sĩ thập tự chinh. Nó được cho là được tạc vào thế kỷ 14.
Trên bức tường phía Bắc của nhà thờ có những tấm bản bằng đồng tưởng niệm những người đàn ông của giáo xứ hiến thân trong chiến tranh thế giới thứ nhất, những người phục vụ trong các lực lượng vũ trang trong chiến tranh thế giới thứ hai và một người bảo vệ bờ biển chết trong lúc đang thi hành nhiệm vụ.